# The Mended Lute
Pour plus de détails, voir Fiche technique et Distribution.
The Mended Lute est un court métrage muet de 1909 réalisé par D. W. Griffith et interprété par Florence Lawrence. Il a été produit par la société américaine société Biograph.

## Distribution
- Florence Lawrence : Rising Moon
- Frank Powell : chef Great Elk Horn
- Owen Moore : Little Bear
- James Kirkwood : Standing Rock